# カモ☆れでぃ★Night!
『カモ☆れでぃ★Night!』は、エフエム愛媛で水曜20:00-21:30と木曜20:00-22:00に生放送されている、「愛媛の10代を応援する」若者向けのラジオのワイド番組である。
2011年4月から放送を開始。当初2022年9月までは月-木曜日（月曜日20:00-21:50、火・水曜日20:00-21:30、木曜日20:00-22:00）に放送されていたが、2022年10月から水・木曜日の2日間に短縮された。

## パーソナリティ
- 水・木曜日パーソナリティ:中岡りょういち(2025年3月末で卒業予定)
- 水・木曜日パーソナリティ:ゆめ

## 主なコーナー
生放送のため、若干ずれる場合がある。　　　　(2025年3月時点)
- 20:20〜20:35頃
  - 水曜日:エンドリ
- 20:20〜20:30頃
  - 木曜日:ウキウキ　ワクワク　マツガク